# Дом здравља Бијељина
Дом здравља Бијељина је јавна здравствена установа примарне здравствене заштите у Републици Српској, Босна и Херцеговина, по организационој и кадровској структури, мрежи објеката и опремљености.
Са својим капацитетима она је данас у Републици Српској, сертификована референтна здравствена установа за делатност коју обавља, на простору Градa Бијељина за око 115.000 становника.

## Положај
ЈЗУ Дом здравља Бијељина се налази у једном од најзначајнијих градова Републике Српске и средишту Семберије, Бијељинаи у Општини Бијељина. Смештен је у центру семберске равнице, на граници неколико природних целина, између источних падина планине Мајевице, реке Дрине и Саве, на површини од 734 квадратних километра и збрињава око 115 000 становника. Изузетан географски положај између река Саве и Дрине предодредио је овај град као центар развоја регије.

## Историја
Зачетак организоване примарне здравствене заштите у Бијељини везује се за 1919. годину, односно долазак доктора Војислав Кецмановића, који је основао „Друштво за чување народног здравља”.
Након Другог светског рата, па до средине 1960-тих година, у Бјељини је као самостална здравствена установа радио Дом здравља, када је спајањем Дом здравља са Болницом основан Медицински центар Бијељина, који је као такав обављао своју делатност до 1979. године.
У складу са Законом о удруженом раду Југославије, од јула 1979. године, Медицински центар је пререгистрован у радну организацију са ООУР-има. као мањим организационим јединицама, Дом здравља је радио у оквиру РО Медицински центар „Никола Спасојевић” Бијељина, регистрован као ООУР Основна здравствена заштита.
Када је септембра 1984. године, извршена нова пререгистрација здравства у Бијељини, Дом здравља је регистрован као ООУР Дом здравља Бијељина у оквиру СУОР Регионални медицинско-факултетски центар Тузла, РО Медицински центар „Никола Спасојевић” Бијељина. У оквиру ООУР-а Дом здравља Бијељина, као мање организационе јединице, радиле су службе:
- Општа медицина Бијељина (са организационим јединицама: Бубрежни диспанзер и Диспанзер за дијабетичаре)
- Здравствена станица Јања (у њеном саставу су биле: Стоматолошка амбуланта и Гинеколошка амбуланта, као и Медицина рада и спорта)
- Хитна медицинска помоћ
- Дјечији и школски диспанзер
- Диспанзер за здравствену заштиту жена
- Хигијенско-епидемиолошка здравствена заштита
- Стоматолошка здравствена заштита
- Лабораторија
- Антитуберкулозни диспанзер

Раздвајањем Медицинског центра 14. октобар 1994. године, основан је Дом здравља Бијељина (чији је оснивач Скупштина општине Бијељина), као јавна здравствена установа, за област примарне здравствене заштите, са седиштем у Бијељини, ул. Српске војске 53.
Након доношења новог Закона о здравственој заштити 1999. године, Дом здравља Бијељина је ступио реформи здравственог система и започео организовање примарне здравствену заштиту по моделу породичне медицине, који је окончан 2010. године.

## Организација

### Медицинске службе и центри
У Дому здравља Бијељина, од 2008. години, примарну здравствену заштиту обезбеђују тимови породичне медицине институционално представљени преко амбуланти породичне медицине. Као подршка породичној медицини, у Дому здравља Бијељина раде:
- КС Амбуланта за здравствену заштиту дјеце
- КС Гинеколошко-акушерска клиника
- Служба хитне медицинске помоћи
- Центар за физикалну рехабилитацију у заједници
- Служба дјечије, превентивне и опште стоматологије
- Хигијенско-епидемиолошка служба
- Служба лабораторијске дијагностике
- Центар за ментално здравље
- Служба радиолошке и ултразвучне дијагностике
- Служба економско-финансијских послова
- Служба правних, кадровских и општих послова
- Служба породичне медицине
- Служба хитне медицинске помоћи са едукативним центром
- Хигијенско-епидемиолошка служба
- Службе специјалистичко-консултативних амбуланти са дијагностиком
- Центар за физикалну рехабилитацију у заједници
- Служба за стоматолошку здравствену заштиту
- Центар за заштиту ментално здравље
- Апотека

### Немедицинске службе
| Немедицинске службе                         | Одељења и одсеци |
| ------------------------------------------- | --- |
| Служба правних, кадровских и општих послова | - Одељење за правне и кадровске послове - Одељење за опште послове, безбедност и заштиту од пожара - Одељење за економске и финансијске послове |
| Служба економско — финансијских послова     | - Одељење за продају - Одељење за набавке - Одељење за финансије - Одељење за рачуноводство - Одељење за информатику                            |
| Одељење за техничко одржавање и транспорт   | - Одсек за техничко одржавање - Одсек за транспорт                                                                                              |